# B1 TV
B1 TVはルーマニアのB1 TV Channel SRL傘下に置くルーマニアのテレビチャンネル。2001年12月22日開局。